# Torrecillas, Veracruz
Torrecillas är en ort i Mexiko.   Den ligger i kommunen Amatlán de los Reyes och delstaten Veracruz, i den sydöstra delen av landet, 250 km öster om huvudstaden Mexico City. Torrecillas ligger 680 meter över havet och antalet invånare är 271.
Terrängen runt Torrecillas är kuperad åt nordväst, men åt sydost är den platt. Runt Torrecillas är det tätbefolkat, med 570 invånare per kvadratkilometer. Närmaste större samhälle är Córdoba, 6,1 km väster om Torrecillas. Trakten runt Torrecillas består till största delen av jordbruksmark.